# Camée des Gonzague
Le Camée des Gonzague est un célèbre camée hellénistique, composé de trois couches de sardoine, datant peut-être du IIIe siècle av. J.-C.. Il a été une pièce maîtresse de la collection d'antiquités des Gonzague, décrite pour la première fois en 1542 dans l'inventaire d'Isabelle d'Este, comme représentant Auguste et Livie. Il représente en fait Ptolémée II Philadelphe et Arsinoé II.  

## Les propriétaires
Pierre-Paul Rubens, alors au service du duc de Mantoue, admirait au sein de la collection ducale, le camée des Gonzague, qu'il considérait comme le plus beau existant. Au cours de la Guerre de Succession de Mantoue, il a été emporté par les troupes impériales de Vienne et a été conservé dans le trésor du château de Prague durant la Guerre de Trente Ans. À la fin du conflit, les Suédois ont défilé dans Prague et pillé le trésor impérial. 
Plusieurs années plus tard, le camée refait surface dans la collection de la reine Christine de Suède. Il y a peu de trace de son histoire ultérieure. On suppose que la reine l'a emmené avec elle en Italie, le léguant à son favori, le cardinal Decio Azzolini. Il a été acquis par la suite, avec le reste de la collection d'œuvres d'art de la reine Christine, par Livio Odescalchi, duc de Bracciano et neveu du pape Innocent XI.
En 1794, le camée fait partie de la collection de Pie VI au Vatican. Les Français occupant Rome l'ont ensuite emmené avec eux à Paris où il est entré dans la collection de Napoléon et de l'impératrice Joséphine. Après la défaite de Napoléon, Alexandre Ier de Russie, a effectué une visite au château de Malmaison et offert à Joséphine de Beauharnais toute l'assistance en son pouvoir. En signe de gratitude, elle a présenté et offert le camée au tsar.
Le camée est conservé au Musée de l'Ermitage à Saint-Pétersbourg depuis 1814 (inv n. GR 12678). À Vienne est conservé un camée hellénistique rival, de moindre qualité,, que les Habsbourg décrivent également comme  «  Camée Gonzague », probablement sur l'hypothèse qu'il n'avait pas été volé par les Suédois en 1648. Il en résulte une grande confusion entre les deux.

## Sujet
« Le camée montre les profils d'un homme et d'une femme qui - en théorie - possèdent une ressemblance familiale. Ce type de portrait, montrant deux profils superposés, est connu depuis les pièces de monnaie émises par Ptolémée II, en Égypte hellénistique. Ces portraits montrent Ptolémée avec sa sœur et femme, Arsinoé II. Ptolémée fut le premier souverain Hellénistique à épouser sa sœur; et c'est à sa cour que l'image des deux divinités, theoi adelphoi, est devenue courante. Pour renforcer l'identification, il a été soutenu que la tête de la femme sur le camée est recouverte d'une sorte de voile de mariée ».
J. J. Pollitt de l'Université de Yale croit que c'est le camée de Vienne qui représente Ptolémée et Arsinoé. Il identifie les chiffres de Tibère et Livie représentés "en forme très généralisée, de sorte qu'ils contribueraient à évoquer l'image d'un camée d'une époque Ptolémaïque et, à travers elle, l'image d'Alexandre".